# 杰弗里·辛顿
杰弗里·埃弗里斯特·辛顿，FRS（英語：Geoffrey Everest Hinton，1947年12月6日—），又译杰弗里·欣顿，英国出生的加拿大计算机学家和心理学家，多伦多大学教授。以其在類神經網路方面的贡献闻名。辛顿是反向传播算法和对比散度算法（Contrastive Divergence）的发明人之一，也是深度学习的积极推动者，被誉为“深度学习教父”。
辛顿因在深度学习方面的贡献与约书亚·本希奥、杨立昆共同获得2018年的图灵奖。2024年，辛顿与约翰·霍普菲尔德共同获得诺贝尔物理学奖。

## 生平
辛顿于1970年在剑桥大学获得实验心理学学士学位，后于1978年在爱丁堡大学获得人工智能博士学位。毕业后曾在萨塞克斯大学、加州大学圣迭戈分校、剑桥大学、卡内基梅隆大学和伦敦大学学院工作。他是盖茨比计算神经科学中心的创始人，目前担任多伦多大学计算机科学系教授。辛顿是机器学习领域的加拿大首席学者，也是加拿大高等研究院赞助的“神经计算和自适应感知”项目的领导者。辛顿在2013年3月加入Google，同时Google并购了他创办的DNNresearch公司。

## 研究兴趣
关于辛顿工作的浅显解释可以参考他在1992年9月和1993年10月于《科学美国人》发表的两篇科普文章。他研究了使用神经网络进行机器学习、记忆、感知和符号处理的方法，并在这些领域发表了超过200篇论文。他是将反向传播算法引入多层神经网络训练的学者之一。他与大卫·阿克利、特里·赛杰诺维斯基一同发明了波尔兹曼机。他对于神经网络的其它贡献包括分散表示（distributed representation）、时延神经网络、专家混合系统（mixtures of experts）、亥姆霍兹机（Helmholtz machines）等。辛顿当前的工作是处理丰富传感器输入的神经网络无监督学习。

## 获奖
辛顿是鲁梅哈特奖的首位获奖者，1998年当选皇家学会会士。
辛顿获得了2005年IJCAI杰出学者奖终生成就奖，同时也是2011年赫茨伯格加拿大科学和工程金奖获得者。
2024年與约翰·霍普菲尔德共同獲得诺贝尔物理學奖，表彰其在機器學習與人工智慧上，做出的基礎發明及創新。

## 轶事
辛顿是逻辑学家乔治·布尔与數學家和教育家瑪麗·埃佛勒斯·布爾的曾曾孙，布尔的工作最终成为了现代电子计算机的基础。与此同时，辛顿也是外科医生和作家詹姆士·辛顿的后裔。
他被譽為「AI教父」。2023年5月， 他稱其後悔研發人工智能，擔心人工智能會為世界帶來嚴重危害。